# EPrix van Berlijn 2022
De ePrix van Berlijn 2022 werd gehouden over twee races op 14 en 15 mei 2022 op het Tempelhof Airport Street Circuit. Dit waren de zevende en achtste race van het achtste Formule E-seizoen.
De eerste race werd gewonnen door Venturi-coureur Edoardo Mortara, die startend vanaf pole position zijn tweede zege van het seizoen behaalde. Jean-Éric Vergne werd voor Techeetah tweede, terwijl Mercedes-coureur Stoffel Vandoorne als derde eindigde.
De tweede race werd gewonnen door Mercedes-coureur Nyck de Vries, die eveneens zijn tweede overwinning van het jaar behaalde. Edoardo Mortara werd vanaf pole position tweede, terwijl Stoffel Vandoorne opnieuw als derde eindigde.

## Race 1

### Kwalificatie

#### Groepsfase
De top vier uit iedere groep kwalificeerde zich voor de knockoutfase.
Groep A
| Pos | No | Coureur             | Team             | Tijd     |
| --- | -- | ------------------- | ---------------- | -------- |
| 1   | 94 | Pascal Wehrlein     | Porsche          | 1:06.532 |
| 2   | 5  | Stoffel Vandoorne   | Mercedes         | 1:06.803 |
| 3   | 48 | Edoardo Mortara     | Venturi-Mercedes | 1:06.900 |
| 4   | 7  | Sérgio Sette Câmara | Dragon-Penske    | 1:06.913 |
| 5   | 9  | Mitch Evans         | Jaguar           | 1:07.027 |
| 6   | 27 | Jake Dennis         | Andretti-BMW     | 1:07.034 |
| 7   | 11 | Lucas di Grassi     | Venturi-Mercedes | 1:07.132 |
| 8   | 3  | Oliver Turvey       | NIO              | 1:07.229 |
| 9   | 22 | Maximilian Günther  | e.dams-Nissan    | 1:07.268 |
| 10  | 37 | Nick Cassidy        | Envision-Audi    | 1:07.305 |
| 11  | 33 | Dan Ticktum         | NIO              | 1:07.672 |

Groep B
| Pos | No | Coureur                | Team          | Tijd     |
| --- | -- | ---------------------- | ------------- | -------- |
| 1   | 13 | António Félix da Costa | Techeetah-DS  | 1:06.739 |
| 2   | 36 | André Lotterer         | Porsche       | 1:06.767 |
| 3   | 25 | Jean-Éric Vergne       | Techeetah-DS  | 1:06.908 |
| 4   | 29 | Alexander Sims         | Mahindra      | 1:07.243 |
| 5   | 23 | Sébastien Buemi        | e.dams-Nissan | 1:07.320 |
| 6   | 17 | Nyck de Vries          | Mercedes      | 1:07.333 |
| 7   | 30 | Oliver Rowland         | Mahindra      | 1:07.358 |
| 8   | 10 | Sam Bird               | Jaguar        | 1:07.415 |
| 9   | 99 | Antonio Giovinazzi     | Dragon-Penske | 1:07.477 |
| 10  | 4  | Robin Frijns           | Envision-Audi | 1:07.650 |
| 11  | 28 | Oliver Askew           | Andretti-BMW  | 1:07.714 |

#### Knockoutfase
De combinatie letter/cijfer staat voor de groep waarin de betreffende coureur uitkwam en de positie die hij in deze groep behaalde.
|  | Kwartfinale            | Kwartfinale            |                 |          | Halve finale | Halve finale |  |  | Finale | Finale |
|  |                        |                        |                 |          |              |              |  |  |        |        |
|  |                        |                        |                 |          |              |              |  |  |        |        |
|  | B4-A1                  |                        |                 |          |              |              |  |  |        |        |
|  |                        |                        |                 |          |              |              |  |  |        |        |
|  | Alexander Sims         | 1:05.939               |                 |          |              |              |  |  |        |        |
|  | Alexander Sims         | 1:05.939               | K1-K2           |          |              |              |  |  |        |        |
|  | Pascal Wehrlein        | 1:06.157               |                 |          |              |              |  |  |        |        |
|  | Pascal Wehrlein        | 1:06.157               | Alexander Sims  | 1:06.050 |              |              |  |  |        |        |
|  | B3-A2                  |                        | Alexander Sims  | 1:06.050 |              |              |  |  |        |        |
|  |                        | Jean-Éric Vergne       | 1:06.050        |          |              |              |  |  |        |        |
|  | Jean-Éric Vergne       | Jean-Éric Vergne       | 1:06.050        | 1:05.893 |              |              |  |  |        |        |
|  | Jean-Éric Vergne       |                        | H1-H2           | 1:05.893 |              |              |  |  |        |        |
|  | Stoffel Vandoorne      | 1:06.302               |                 |          |              |              |  |  |        |        |
|  | Stoffel Vandoorne      | 1:06.302               | Alexander Sims  | 1:06.230 |              |              |  |  |        |        |
|  | A3-B2                  |                        | Alexander Sims  | 1:06.230 |              |              |  |  |        |        |
|  |                        | Edoardo Mortara        | 1:06.093        |          |              |              |  |  |        |        |
|  | Edoardo Mortara        | Edoardo Mortara        | 1:06.093        | 1:05.954 |              |              |  |  |        |        |
|  | Edoardo Mortara        | K3-K4                  |                 | 1:05.954 |              |              |  |  |        |        |
|  | André Lotterer         | 1:05.962               |                 |          |              |              |  |  |        |        |
|  | André Lotterer         | 1:05.962               | Edoardo Mortara | 1:05.914 |              |              |  |  |        |        |
|  | A4-B1                  |                        | Edoardo Mortara | 1:05.914 |              |              |  |  |        |        |
|  |                        | António Félix da Costa | 1:05.999        |          |              |              |  |  |        |        |
|  | Sérgio Sette Câmara    | António Félix da Costa | 1:05.999        | 1:06.299 |              |              |  |  |        |        |
|  | Sérgio Sette Câmara    |                        |                 | 1:06.299 |              |              |  |  |        |        |
|  | António Félix da Costa | 1:06.064               |                 |          |              |              |  |  |        |        |
|  | António Félix da Costa | 1:06.064               |                 |          |              |              |  |  |        |        |

#### Startopstelling
| Pos | No | Coureur                | Team             |
| --- | -- | ---------------------- | ---------------- |
| 1   | 48 | Edoardo Mortara        | Venturi-Mercedes |
| 2   | 29 | Alexander Sims         | Mahindra         |
| 3   | 13 | António Félix da Costa | Techeetah-DS     |
| 4   | 25 | Jean-Éric Vergne       | Techeetah-DS     |
| 5   | 36 | André Lotterer         | Porsche          |
| 6   | 94 | Pascal Wehrlein        | Porsche          |
| 7   | 7  | Sérgio Sette Câmara    | Dragon-Penske    |
| 8   | 5  | Stoffel Vandoorne      | Mercedes         |
| 9   | 9  | Mitch Evans            | Jaguar           |
| 10  | 23 | Sébastien Buemi        | e.dams-Nissan    |
| 11  | 27 | Jake Dennis            | Andretti-BMW     |
| 12  | 17 | Nyck de Vries          | Mercedes         |
| 13  | 11 | Lucas di Grassi        | Venturi-Mercedes |
| 14  | 3  | Oliver Turvey          | NIO              |
| 15  | 10 | Sam Bird               | Jaguar           |
| 16  | 22 | Maximilian Günther     | e.dams-Nissan    |
| 17  | 30 | Oliver Rowland         | Mahindra         |
| 18  | 99 | Antonio Giovinazzi     | Dragon-Penske    |
| 19  | 37 | Nick Cassidy           | Envision-Audi    |
| 20  | 4  | Robin Frijns           | Envision-Audi    |
| 21  | 33 | Dan Ticktum            | NIO              |
| 22  | 28 | Oliver Askew           | Andretti-BMW     |

### Race
| Pos | No | Coureur                | Team             | Rondes | Tijd/Oorzaak uitval | Grid | Punten |
| --- | -- | ---------------------- | ---------------- | ------ | ------------------- | ---- | ------ |
| 1   | 48 | Edoardo Mortara        | Venturi-Mercedes | 40     | 46:16.175           | 1    | 28     |
| 2   | 25 | Jean-Éric Vergne       | Techeetah-DS     | 40     | +1.782              | 4    | 18     |
| 3   | 5  | Stoffel Vandoorne      | Mercedes         | 40     | +1.987              | 8    | 15     |
| 4   | 36 | André Lotterer         | Porsche          | 40     | +2.579              | 5    | 12     |
| 5   | 9  | Mitch Evans            | Jaguar           | 40     | +3.189              | 9    | 10     |
| 6   | 94 | Pascal Wehrlein        | Porsche          | 40     | +5.405              | 6    | 9      |
| 7   | 10 | Sam Bird               | Jaguar           | 40     | +5.683              | 15   | 6      |
| 8   | 13 | António Félix da Costa | Techeetah-DS     | 40     | +6.400              | 3    | 4      |
| 9   | 29 | Alexander Sims         | Mahindra         | 40     | +6.569              | 2    | 2      |
| 10  | 17 | Nyck de Vries          | Mercedes         | 40     | +6.602              | 12   | 1      |
| 11  | 30 | Oliver Rowland         | Mahindra         | 40     | +8.141              | 17   |        |
| 12  | 4  | Robin Frijns           | Envision-Audi    | 40     | +9.879              | 20   |        |
| 13  | 27 | Jake Dennis            | Andretti-BMW     | 40     | +13.314             | 11   |        |
| 14  | 23 | Sébastien Buemi        | e.dams-Nissan    | 40     | +15.275             | 10   |        |
| 15  | 28 | Oliver Askew           | Andretti-BMW     | 40     | +22.071             | 22   |        |
| 16  | 3  | Oliver Turvey          | NIO              | 40     | +22.662             | 14   |        |
| 17  | 7  | Sérgio Sette Câmara    | Dragon-Penske    | 40     | +24.120             | 7    |        |
| 18  | 22 | Maximilian Günther     | e.dams-Nissan    | 40     | +28.716             | 16   |        |
| 19  | 33 | Dan Ticktum            | NIO              | 40     | +30.393             | 21   |        |
| 20  | 99 | Antonio Giovinazzi     | Dragon-Penske    | 40     | +52.025             | 18   |        |
| DNF | 11 | Lucas di Grassi        | Venturi-Mercedes | 38     | Lekke band          | 13   |        |
| DNF | 37 | Nick Cassidy           | Envision-Audi    | 31     | Uitgevallen         | 19   |        |

## Race 2

### Kwalificatie

#### Groepsfase
De top vier uit iedere groep kwalificeerde zich voor de knockoutfase.
Groep A
| Pos | No | Coureur             | Team             | Tijd     |
| --- | -- | ------------------- | ---------------- | -------- |
| 1   | 5  | Stoffel Vandoorne   | Mercedes         | 1:07.115 |
| 2   | 4  | Robin Frijns        | Envision-Audi    | 1:07.327 |
| 3   | 11 | Lucas di Grassi     | Venturi-Mercedes | 1:07.356 |
| 4   | 37 | Nick Cassidy        | Envision-Audi    | 1:07.370 |
| 5   | 9  | Mitch Evans         | Jaguar           | 1:07.446 |
| 6   | 29 | Alexander Sims      | Mahindra         | 1:07.450 |
| 7   | 3  | Oliver Turvey       | NIO              | 1:07.469 |
| 8   | 27 | Jake Dennis         | Andretti-BMW     | 1:07.525 |
| 9   | 7  | Sérgio Sette Câmara | Dragon-Penske    | 1:07.553 |
| 10  | 94 | Pascal Wehrlein     | Porsche          | 1:07.646 |
| 11  | 28 | Oliver Askew        | Andretti-BMW     | 1:07.802 |

Groep B
| Pos | No | Coureur                | Team             | Tijd     |
| --- | -- | ---------------------- | ---------------- | -------- |
| 1   | 48 | Edoardo Mortara        | Venturi-Mercedes | 1:06.753 |
| 2   | 17 | Nyck de Vries          | Mercedes         | 1:07.080 |
| 3   | 13 | António Félix da Costa | Techeetah-DS     | 1:07.175 |
| 4   | 36 | André Lotterer         | Porsche          | 1:07.217 |
| 5   | 25 | Jean-Éric Vergne       | Techeetah-DS     | 1:07.287 |
| 6   | 30 | Oliver Rowland         | Mahindra         | 1:07.294 |
| 7   | 22 | Maximilian Günther     | e.dams-Nissan    | 1:07.332 |
| 8   | 10 | Sam Bird               | Jaguar           | 1:07.411 |
| 9   | 99 | Antonio Giovinazzi     | Dragon-Penske    | 1:07.437 |
| 10  | 23 | Sébastien Buemi        | e.dams-Nissan    | 1:07.518 |
| 11  | 33 | Dan Ticktum            | NIO              | 1:07.601 |

#### Knockoutfase
De combinatie letter/cijfer staat voor de groep waarin de betreffende coureur uitkwam en de positie die hij in deze groep behaalde.
|  | Kwartfinale            | Kwartfinale     |                |          | Halve finale | Halve finale |  |  | Finale | Finale |
|  |                        |                 |                |          |              |              |  |  |        |        |
|  |                        |                 |                |          |              |              |  |  |        |        |
|  | B4-A1                  |                 |                |          |              |              |  |  |        |        |
|  |                        |                 |                |          |              |              |  |  |        |        |
|  | André Lotterer         | 1:06.504        |                |          |              |              |  |  |        |        |
|  | André Lotterer         | 1:06.504        | K1-K2          |          |              |              |  |  |        |        |
|  | Stoffel Vandoorne      | 1:06.806        |                |          |              |              |  |  |        |        |
|  | Stoffel Vandoorne      | 1:06.806        | André Lotterer | 1:06.671 |              |              |  |  |        |        |
|  | B3-A2                  |                 | André Lotterer | 1:06.671 |              |              |  |  |        |        |
|  |                        | Robin Frijns    | 1:06.522       |          |              |              |  |  |        |        |
|  | António Félix da Costa | Robin Frijns    | 1:06.522       | 1:06.184 |              |              |  |  |        |        |
|  | António Félix da Costa |                 | H1-H2          | 1:06.184 |              |              |  |  |        |        |
|  | Robin Frijns           | 1:06.170        |                |          |              |              |  |  |        |        |
|  | Robin Frijns           | 1:06.170        | Robin Frijns   | 1:06.470 |              |              |  |  |        |        |
|  | A3-B2                  |                 | Robin Frijns   | 1:06.470 |              |              |  |  |        |        |
|  |                        | Edoardo Mortara | 1:05.972       |          |              |              |  |  |        |        |
|  | Lucas di Grassi        | Edoardo Mortara | 1:05.972       | 1:06.508 |              |              |  |  |        |        |
|  | Lucas di Grassi        | K3-K4           |                | 1:06.508 |              |              |  |  |        |        |
|  | Nyck de Vries          | 1:06.238        |                |          |              |              |  |  |        |        |
|  | Nyck de Vries          | 1:06.238        | Nyck de Vries  | 1:06.285 |              |              |  |  |        |        |
|  | A4-B1                  |                 | Nyck de Vries  | 1:06.285 |              |              |  |  |        |        |
|  |                        | Edoardo Mortara | 1:05.897       |          |              |              |  |  |        |        |
|  | Nick Cassidy           | Edoardo Mortara | 1:05.897       | 1:06.377 |              |              |  |  |        |        |
|  | Nick Cassidy           |                 |                | 1:06.377 |              |              |  |  |        |        |
|  | Edoardo Mortara        | 1:06.110        |                |          |              |              |  |  |        |        |
|  | Edoardo Mortara        | 1:06.110        |                |          |              |              |  |  |        |        |

#### Startopstelling
| Pos | No | Coureur                | Team             |
| --- | -- | ---------------------- | ---------------- |
| 1   | 48 | Edoardo Mortara        | Venturi-Mercedes |
| 2   | 4  | Robin Frijns           | Envision-Audi    |
| 3   | 17 | Nyck de Vries          | Mercedes         |
| 4   | 36 | André Lotterer         | Porsche          |
| 5   | 13 | António Félix da Costa | Techeetah-DS     |
| 6   | 11 | Lucas di Grassi        | Venturi-Mercedes |
| 7   | 5  | Stoffel Vandoorne      | Mercedes         |
| 8   | 25 | Jean-Éric Vergne       | Techeetah-DS     |
| 9   | 9  | Mitch Evans            | Jaguar           |
| 10  | 30 | Oliver Rowland         | Mahindra         |
| 11  | 29 | Alexander Sims         | Mahindra         |
| 12  | 22 | Maximilian Günther     | e.dams-Nissan    |
| 13  | 3  | Oliver Turvey          | NIO              |
| 14  | 10 | Sam Bird               | Jaguar           |
| 15  | 27 | Jake Dennis            | Andretti-BMW     |
| 16  | 99 | Antonio Giovinazzi     | Dragon-Penske    |
| 17  | 7  | Sérgio Sette Câmara    | Dragon-Penske    |
| 18  | 23 | Sébastien Buemi        | e.dams-Nissan    |
| 19  | 94 | Pascal Wehrlein        | Porsche          |
| 20  | 33 | Dan Ticktum            | NIO              |
| 21  | 28 | Oliver Askew           | Andretti-BMW     |
| 22  | 37 | Nick Cassidy           | Envision-Audi    |

### Race
| Pos | No | Coureur                | Team             | Rondes | Tijd/Oorzaak uitval | Grid | Punten |
| --- | -- | ---------------------- | ---------------- | ------ | ------------------- | ---- | ------ |
| 1   | 17 | Nyck de Vries          | Mercedes         | 40     | 46:12.268           | 3    | 25     |
| 2   | 48 | Edoardo Mortara        | Venturi-Mercedes | 40     | +2.454              | 1    | 22     |
| 3   | 5  | Stoffel Vandoorne      | Mercedes         | 40     | +6.936              | 7    | 15     |
| 4   | 11 | Lucas di Grassi        | Venturi-Mercedes | 40     | +8.165              | 6    | 12     |
| 5   | 4  | Robin Frijns           | Envision-Audi    | 40     | +13.829             | 2    | 10     |
| 6   | 13 | António Félix da Costa | Techeetah-DS     | 40     | +14.387             | 5    | 8      |
| 7   | 30 | Oliver Rowland         | Mahindra         | 40     | +15.518             | 10   | 6      |
| 8   | 36 | André Lotterer         | Porsche          | 40     | +15.845             | 4    | 4      |
| 9   | 25 | Jean-Éric Vergne       | Techeetah-DS     | 40     | +18.831             | 8    | 2      |
| 10  | 9  | Mitch Evans            | Jaguar           | 40     | +21.722             | 9    | 1      |
| 11  | 10 | Sam Bird               | Jaguar           | 40     | +22.875             | 14   |        |
| 12  | 94 | Pascal Wehrlein        | Porsche          | 40     | +25.412             | 19   |        |
| 13  | 27 | Jake Dennis            | Andretti-BMW     | 40     | +27.012             | 15   |        |
| 14  | 23 | Sébastien Buemi        | e.dams-Nissan    | 40     | +29.559             | 18   |        |
| 15  | 28 | Oliver Askew           | Andretti-BMW     | 40     | +33.359             | 21   |        |
| 16  | 22 | Maximilian Günther     | e.dams-Nissan    | 40     | +35.775             | 12   |        |
| 17  | 3  | Oliver Turvey          | NIO              | 40     | +40.044             | 13   |        |
| 18  | 29 | Alexander Sims         | Mahindra         | 40     | +41.542             | 11   |        |
| 19  | 7  | Sérgio Sette Câmara    | Dragon-Penske    | 40     | +41.860             | 17   |        |
| 20  | 33 | Dan Ticktum            | NIO              | 40     | +51.648             | 20   |        |
| 21  | 37 | Nick Cassidy           | Envision-Audi    | 40     | +55.192             | 22   |        |
| 22  | 99 | Antonio Giovinazzi     | Dragon-Penske    | 40     | +1:01.933           | 16   |        |

## Tussenstanden wereldkampioenschap

### Coureurs
| Positie | No. | Rijder                 | Team             | Punten |
| ------- | --- | ---------------------- | ---------------- | ------ |
| 01      | 5   | Stoffel Vandoorne      | Mercedes         | 111    |
| 02      | 48  | Edoardo Mortara        | Venturi-Mercedes | 99     |
| 03      | 25  | Jean-Éric Vergne       | Techeetah-DS     | 95     |
| 04      | 9   | Mitch Evans            | Jaguar           | 83     |
| 05      | 4   | Robin Frijns           | Envision-Audi    | 81     |
| 06      | 17  | Nyck de Vries          | Mercedes         | 65     |
| 07      | 36  | André Lotterer         | Porsche          | 59     |
| 08      | 94  | Pascal Wehrlein        | Porsche          | 51     |
| 09      | 11  | Lucas di Grassi        | Venturi-Mercedes | 49     |
| 10      | 13  | António Félix da Costa | Techeetah-DS     | 42     |

### Constructeurs
| Positie | Team             | Punten |
| ------- | ---------------- | ------ |
| 01      | Mercedes         | 173    |
| 02      | Venturi-Mercedes | 148    |
| 03      | Techeetah-DS     | 138    |
| 04      | Jaguar           | 111    |
| 05      | Porsche          | 110    |
| 06      | Envision-Audi    | 97     |
| 07      | Andretti-BMW     | 30     |
| 08      | Mahindra         | 12     |
| 09      | e.dams-Nissan    | 12     |
| 10      | NIO              | 07     |